# Klassiska mästerverk
Klassiska mästerverk är ett samlingsalbum från 2002 av Magnus Uggla. På albumlistorna toppade det i Sverige och låg som högst på 20:e plats i Norge.

## Låtlista
CD 1
1. "Kung för en dag"
2. "Vittring"
3. "Jag mår illa"
4. "Varning på stan"
5. "Fula gubbar"
6. "Nitar & läder"
7. "Staffans matematik"
8. "Passionsfrukt"
9. "Dansar aldrig nykter"
10. "Hotta brudar"
11. "IQ"
12. "Mitt decennium"
13. "Johnny the Rucker"
14. "Pom Pom"
15. "Skandal bjotis"
16. "Jånni Balle"
17. "Centrumhets"
18. "Jag skiter"
19. "Stockholms heta nätter"
20. "Vi ska till VM"

CD 2
1. "4 sekunder"
2. "Hallå"
3. "Baby Boom"
4. "Astrologen"
5. "Trendit trendit"
6. "Hand i hand"
7. "Mälarö kyrka"
8. "Trubaduren"
9. "Joey Killer"
10. "Victoria"
11. "Jag vill"
12. "Visa"
13. "Raggarna"
14. "Ska vi gå hem till dig"
15. "Ge livet en chans"
16. "Sommartid"
17. "Morsan e’ okej"
18. "Ja just du ska va gla"
19. "1:a gången"

## Listplaceringar
| Lista (2002-2003, 2011) | Position |
| ----------------------- | -------- |
| Norge                   | 20       |
| Sverige                 | 1        |

Albumet låg totalt 55 veckor på den svenska albumlistan, från vecka 22 2002 till vecka 36 2011. Den har hittills belönats med tre platinaskivor.

### Fotnoter
1. ↑  Listplacering
2. ↑  Listplacering Arkiverad 12 december 2007 hämtat från the Wayback Machine.
3. ↑  ”Sverigetoplistan (sökord Magnus Uggla klassiska)”. http://www.hitlistan.se/. Läst 15 januari 2011.